# Donatello (album)
Donatello è il primo album in studio del cantante omonimo, pubblicato nell'ottobre 1970.
L'artista, il cui vero nome è Giuliano Illiani, ha partecipato alla stesura di 7 dei 12 brani presenti.
La canzone Io mi fermo qui è stata presentata al Festival di Sanremo in abbinamento con I Dik Dik, ottenendo un buon successo nonostante la mancata ammissione alla serata finale della manifestazione.
Malattia d'amore si è aggiudicata la "Gondola d'Argento" alla Mostra internazionale di musica leggera.

## Tracce

### Lato A
1. Malattia d'amore – 3:30 (testo: (L. Albertelli, M. Fabrizio))
2. Come il vento – 4:00 (testo: (Salvatore Fabrizio, Maurizio Fabrizio))
3. 100 volte lei (All I Have to Do Is Dream) – 3:53 (testo: (Boudleaux Bryant, Giuliano Illiani, Maurizio Vandelli))
4. Solo – 2:37 (testo: (Donatello))
5. Storia di un fiore – 3:20 (testo: Donatello) – Orchestra Natale Massara
6. L'ultimo tram – 3:07 (testo: Donatello)

### Lato B
1. Io mi fermo qui – 2:34 (testo: Enrico Riccardi, Luigi Albertelli)
2. È bello – 5:25 (testo: Donatello)
3. Quaggiù in città – 3:31 (testo: Giuliano Illiani, Luigi Albertelli)
4. Notte di verità – 2:50 (testo: Maurizio Vandelli)
5. Sempre e così – 2:41 (testo: Walter Malgoni, Luigi Albertelli) – Orchestra Natale Massara
6. Senza buonanotte – 3:17 (testo: Donatello)